# Zuria Vega
Zuria Vega, nata Zuria Valeria Vega Sisto (Città del Messico, 10 gennaio 1989), è un'attrice messicana, nota soprattutto come interprete di telenovelas.

## Filmografia parziale
- Sexo y otros secretos (2007-2008)
- Mar de amor (2009-2010)
- Mujeres asesinas (2010)
- El equipo (2011)
- Un refugio para el amor (2012)
- Qué pobres tan ricos (2013-2014)
- Que te perdone Dios (2015)
- La vendetta delle Juana (La venganza de las Juanas) - serie TV, 18 episodi (2021)